# Publio (praenomen)
Publio (en latín: Publius) es un praenomen o nombre personal latino. Fue utilizado tanto por familias patricias como por plebeyas, y fue muy común en todos los períodos de la historia romana. Dio lugar a la patronímica gens Publilia, y quizás también a la gens Publicia. La forma femenina es Publia. El nombre se abreviaba regularmente P. 
A lo largo de la historia romana, Publio fue uno de los praenomina más utilizados, ocupando típicamente el cuarto o quinto lugar, por detrás de Lucio, Cayo y Marco, y con la misma frecuencia que Quinto. La forma femenina, Publia, también era bastante común, y se encuentra en numerosas inscripciones hasta el siglo III, y quizás más allá.

## Origen y significado del nombre
Se cree que Publio deriva de la misma raíz que populus y publicus, que significa «el pueblo» o «del pueblo». Chase proporciona varios ejemplos de nombres similares de otros idiomas indoeuropeos. Aunque Publio se considera generalmente como un praenomen latino por excelencia, algunos estudiosos han propuesto un origen etrusco. Esto puede deberse en parte al hecho de que el nombre, en la forma Puplie, también fue utilizado por los etruscos.